# Joe Pace
Joseph « Joe » Pace, né le 18 décembre 1953 à New Brunswick, dans le New Jersey, est un ancien joueur américain de basket-ball. Il évolue durant sa carrière au poste de pivot.

## Palmarès
- Champion NBA 1978